# Rata roquera de l'Austràlia central
La rata roquera de l'Austràlia central (Zyzomys pedunculatus) és una espècie de mamífer rosegador pertanyent a la família dels múrids. Fa entre 108 i 140 mm de llargària total. Pesa entre 70 i 120 g. Els exemplars adults són robusts i amb un pelatge espès de color marró groguenc a la part superior del cos, i de color crema o blanc a la inferior. La cua, gruixuda i peluda, fa la mateixa longitud que el cap i la resta del cos junts. La mitjana d'una ventrada d'exemplars criats en captivitat és de dos (tot i que, també, n'hi ha informes de quatre) i les femelles són capaces de produir-ne una cada 37-44 dies. Els individus en estat salvatge sembla que crien al juny. L'alimentació consisteix principalment en llavors d'arbusts, herbes, fulles, esporangis de falgueres i, també, petites quantitats d'insectes. Fa servir una àmplia varietat d'hàbitats des de pastures fins a boscos oberts situats a cims, barrancs, turons i valls, i amb presència de Callitris glaucophylla, Acacia macdonnellensis, Triodia brizoides i Triodia spicata. És un endemisme de la porció àrida del sud del Territori del Nord (Austràlia). Es creu que és de costums nocturns.

## Estat de conservació
Entre el 1970 i 1995 es pensà que s'havia extingit, però fou redescobert el 1996. I, una altra vegada, es cregué que havia entrat a la llista d'espècies extintes després de la sequera i els greus incendis forestals esdevinguts al seu hàbitat l'any 2002, però quatre exemplars vius foren trobats l'any 2010 al West MacDonnell National Park. Avui dia, hom sap que és present a 14 indrets de la Serralada MacDonnell, a l'oest d'Alice Springs. Tot i així, la seva supervivència es veu amenaçada pel canvi climàtic, la seva baixa densitat, la fragmentació de les seves poblacions, l'expansió de plantes exòtiques, la depredació per part de raboses i dingos, la degradació del seu hàbitat a causa del pasturatge dels herbívors salvatges (com ara, cavalls) i l'aparició de noves malalties.